# اسم فعل
اسم فعل (انگلیسی: Verbal noun) کلمه‌ای است مرکّب که بر معنای فعل یا عملی معیّن دلالت دارد، و اساساً از ریشهٔ حال یا ریشهٔ گذشتهٔ فعل، یا از هر دو، در ترکیب با پسوند، پیشوند، یا میانوند، ساخته می‌شود، و از لحاظ دستوری مطلقاً در ردیف اسم قرار می‌گیرد و مثل اسم، جمع بسته می‌شود و با صفت به توصیف در می‌آید. ترکیب «گفتگو» یکی از انواع «اسم فعل» است.